# كلنكوة رباعية الأوراق
كلنكوة رباعية الأوراق (الاسم العلمي:Kalanchoe tetraphylla) هي نوع من النباتات تتبع جنس الكلنكوة من الفصيلة الكرسولية.